# Augusto Grasso
Augusto Grasso (Genova, 3 luglio 1923 – Genova, 6 luglio 2010) è stato un compositore italiano.
Noto agli amici come Titti, nel 1943 perse l'uso del braccio sinistro durante un bombardamento.
Autodidatta, fu influenzato allo studio della musica dalla madre che suonava il pianoforte, e dalla scoperta della Histoire du soldat di Igor' Fëdorovič Stravinskij.

## Opere
Compose nel 1944 il Quintetto opera prima per flauto, tromba, corno, violino e violoncello.
Seguirono altre composizioni da camera fino al 1947, quando si impiegò come funzionario dirigente presso il Comune di Genova.
Nel 1988 il suo Quartetto di legni del 1947 fu eseguito a Baltimora alla presenza dell'autore. Fu la prima esecuzione assoluta di un suo brano.
Dopo il pensionamento, ha composto fra l'altro:
- Tema, dieci variazioni e finale per quintetto di fiati op. 11,
- Quartetto per fiati op. 10
- originali trascrizioni per fiati di Mozart e Paganini.
- Insieme ingenua e sofisticata (American Record Guide), opera apprezzata in USA, Austria e Giappone, ma è poco nota in Italia.

## Vita privata
Si è occupato di critica musicale scrivendo recensioni per alcuni quotidiani genovesi.
È stato un appassionato di automobili di grande cilindrata e in seguito un collezionista di modelli di navi di produzione soprattutto russa. Ne possedeva molte decine, destinati al Museo Oceanografico di Monaco.

## Fonti
Il 26 maggio 2007 Nicola Ferrari, assegnista dell'Università di  Genova, ha tenuto alla Biblioteca Internazionale di Rapallo una conferenza intitolata "Omaggio a Mozart: Augusto Grasso e altre riletture". Nell'occasione una testimonianza sulla personalità di Grasso è stata offerta da Carlo Vita.
| Controllo di autorità | VIAF (EN) 80048660 · ISNI (EN) 0000 0000 7881 4849 · LCCN (EN) n94048398 · GND (DE) 135233097 |